# Порторож
Порторож (словен. Portorožⓘ) — курортне місто в общині Піран, Регіон Обално-крашка, Словенія. 

## Назва

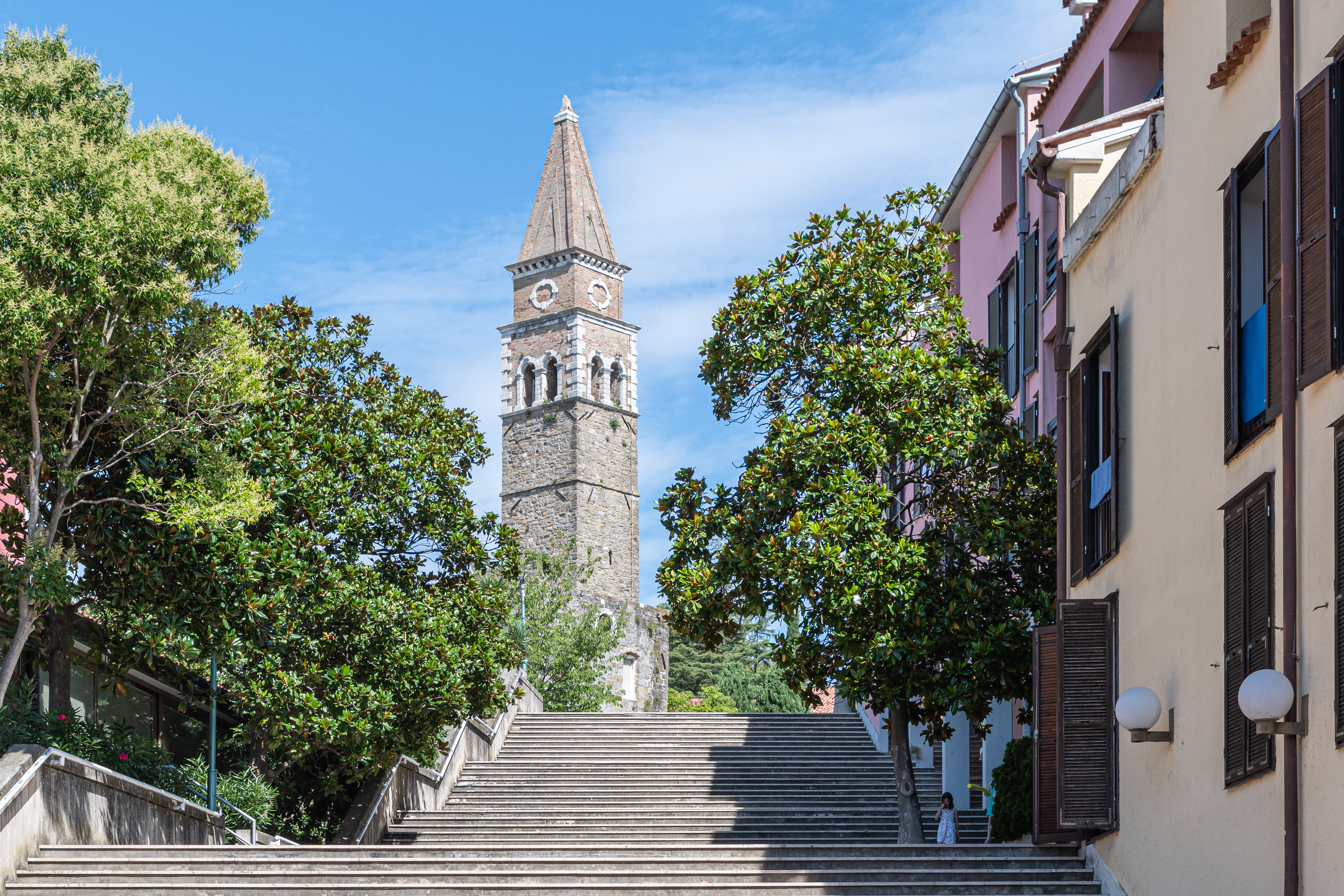
Церква св. Бернардина

Топонім Порторож — запозичення з італійської Portorose, що буквально означає «порт троянд».

## Географія

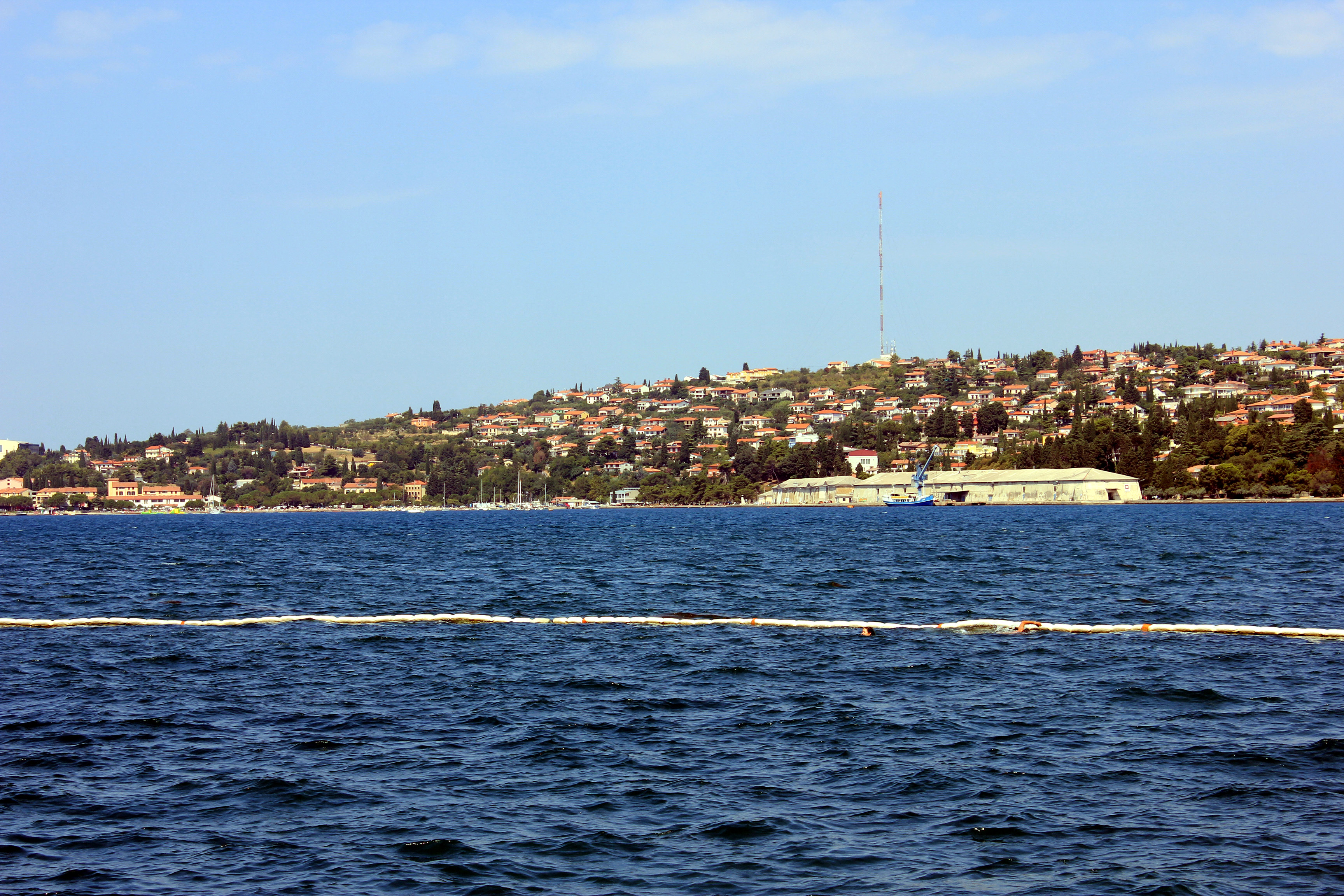
Панорама на місто з затоки.

Місто розташоване на північному узбережжі Піранської затоки Адріатичного моря, за 100 км на південний захід від міста Любляна, столиці Словенії, на висоті 31,2 м над рівнем моря.

## Клімат
Порторож має вологий субтропічний клімат з прохолодною зимою і теплим літом. Зими прохолодні та м'які з середньою температурою в січні 4,5°C (рекордно низька температура -12°C). Літо тепле з середньою температурою в липні 23,0°C (максимальна 36,9°C). Середньорічна кількість опадів 931,2 мм. Порторож має в середньому 2334 сонячних годин на рік.

## Економіка
Важливий туристичний центр, курортне місто. Економіка в основному базується на туризмі та індустрії азартних ігор. У місті є готелі, кілька казино, а також численні спортивні споруди.

## Культура
У місті проходить щорічний Фестиваль словенського фільму.

## Транспорт
Порторож має невеликий міжнародний аеропорт Порторож.